# Fedez
Federico Leonardo Lucia (* 15. října 1989 Milán), známý pod svým uměleckým jménem Fedez, je italský rapper, zpěvák a skladatel. Mezi jeho známé písně patří mimo jiné „Cigno nero“, „Magnifico“, „Favorisca i sentimenti“ či „Prima di ogni cosa“. Na YouTube má 1 850 000 odběratelů a na Instagramu 12 000 000 sledujících.

## Život
Narodil se v Miláně 15. října 1989. Než se rodina přestěhovala do obce Rozzana, vyrůstal střídavě mezi obcemi Buccinasco a Corsico, v provincii Milána.
Navštěvoval uměleckou školu, kterou ale kvůli hudbě nedostudoval.

### Kariéra
Jeho kariéra začala v roce 2006, kdy vydal své první EP Fedez, na kterém se podíleli i DJ S.I.D a Cidda, v roce 2007 natočil své druhé EP Pat-a-Cake a o tři roky později vydal svůj první mixtape BCPT, na kterém spolupracovali další umělci patřící k italské hiphopové scéně jako je Emis Killa, G. Soave a Maxi B. Ve stejném roce vydal třetí EP Diss-Agio ve spolupráci s Vincenzem da Via Anfossim a Dinamitem.
V březnu 2011 vydal své první studiové album „Penisola che non c'è“ a druhý mixtape „Tutto il contrario“. V prosinci téhož roku vydal druhé album „Il mio primo disco da venduto“, pod záštitou Tanta Roba (zakladateli byli Gué Pequeno a DJ Harsh). Na albu se podílelo mnoho umělců italské rapové scény, jako například výše zmíněný Gué Pequeno, Entics, Marracash, J-Ax, Jake La Furia a Two Fingerz.
12. prosince 2012 získal 4 nominace na MTV Hip Hop Awards 2012: Nejlepší nový umělec, Best Live, Video roku (k singlu Faccio brutto) a Píseň roku (opět se singlem Faccio brutto), kterou vyhrál.
V roce 2013 vydal své třetí album „Sig. Brainwash - L'arte di accontentare“ a v květnu téhož roku byl opět nominován na MTV Awards v kategorii Super muž.
V letech 2014, 2015 a 2017 zasedl jako porotce italského X-Factoru.
Od roku 2016 navíc spolupracuje s rapperem J-Axem, mají vlastní kanál na YouTube a společné singly jako „Sconosciuti da una vita“ nebo „Italiana“.
V roce 2021 vydal singl „Chiamami per nome“ s Francescou Michielin. Nejedná se o jejich první spolupráci, již spolu nazpívali singly jako „Cigno nero“, „Magnifico“ nebo „L'amore esiste“.
Za celou jeho kariéru vydal 52 platinových alb a singlů.

### Osobní život
6. května 2017 během svého turné „Comunisti col Rolex“, ve veronské Aréně, požádal o ruku svoji tehdejší přítelkyni, módní návrhářku Chiaru Ferragni. 19. března 2018 se jim narodil syn Leone a 1. září 2018 se vzali ve městě Noto, na Sicílii. Pro svého syna složil singl „Prima di ogni cosa“. 23. března 2021 se jim narodila dcera Vittoria.